# Liste der brasilianischen Botschafter im Irak
Der brasilianische Botschafter residiert an der Str. 3 House 53, Mahala 609, Hay Al-Mansour Bagdad.
1939 schlossen die Regierungen von Getúlio Vargas und Faisal II. ein bilaterales Handelsabkommen entsprechend dem Meistbegünstigungsprinzip.
1967 wurden zwischen den beiden Regierungen diplomatische Beziehungen aufgenommen.
Von 5. September 1972 bis 12. Januar 1991 gab es Ministerresidentes in Bagdad.
1977 wurde ein bis 1992 laufendes Abkommen über wirtschaftliche und technische Zusammenarbeit geschlossen. 2004 wurde in der Botschaft in Amman eine Abteilung für irakische Angelegenheiten eingerichtet.
| Ernannt/Akkreditiert | Name                                     | Bemerkungen | ernannt von                          | akkreditiert bei     | Posten verlassen |
| -------------------- | ---------------------------------------- | --- | ------------------------------------ | -------------------- | ---------------- |
| 21. Mai 1968         | Altamir de Moura                         | Amtssitz Amman | Aurélio de Lira Tavares              | Ahmad Hasan al-Bakr  | 5. Sep. 1972     |
| 21. Jan. 1969        | Roberto Luiz Assumpção de Araújo         | Amtssitz Damaskus | Aurélio de Lira Tavares              | Ahmad Hasan al-Bakr  | 5. Sep. 1972     |
| 5. Sep. 1972         | Mário Loureiro Dias Costa                | | Aurélio de Lira Tavares              | Ahmad Hasan al-Bakr  | 15. Okt. 1976    |
| 4. Feb. 1975         | Augusto Cesar de Vasconcellos Gonçalves  | Geschäftsträger | Ernesto Geisel                       | Ahmad Hasan al-Bakr  | 18. Juni 1975    |
| 19. Juni 1975        | Mario Loureiro Dias Costa                | | Ernesto Geisel                       | Ahmad Hasan al-Bakr  | 19. Dez. 1975    |
| 20. Dez. 1975        | Augusto Cesar de Vasconcellos Gonçalves  | Geschäftsträger | Ernest Geisel                        | Ahmad Hasan al-Bakr  | 31. Dez. 1975    |
| 1981                 | Samuel Alves Corrêa                      | [ 1 ] | João Baptista de Oliveira Figueiredo | Saddam Hussein       | 1984             |
| 6. Jan. 1986         | Hélio Antonio Scarabôtolo                | | José Sarney                          | Saddam Hussein       |                  |
| 23. Apr. 1986        | Alacyr Frederico Werner                  | (* 7. Dezember 1916 in Juiz de Fora) von 26. August 1981 bis 14. Januar 1983 Generalstabschef, Armeegeneral seit Dezember 1982 in der Reserve. In seiner Amtszeit als Generalstabschef wurden mit der Operação Humaitá bodengestützte Raketen sowie die MAA-1 Piranha entwickelt. | José Sarney                          | Saddam Hussein       |                  |
| 9. Nov. 1987         | Mauro Sérgio da Fonseca Costa Couto      | vorher Gesandtschaftssekretär erster Klasse in Bagdad am 5. November 1987 ernannt. | José Sarney                          | Saddam Hussein       | 16. Jan. 1991    |
| Sep. 1990            | Paulo Tarso Flecha de Lima               | Im September 1990, verhandelte Paulo Tarso Flecha de Lima die Ausreise von 255 brasilianischen Staatsbürgern aus dem Irak. | Fernando Collor de Mello             | Saddam Hussein       |                  |
| 19. Aug. 2003        | Sérgio Vieira de Mello                   | | Kofi Annan                           | Ibrahim al-Dschafari |                  |
| Aug. 2006            | Bernardo de Azevedo Brito                | Wurde von Dschalal Talabani zur Übergabe seines Akkreditierungsschreibens in Bagdad empfangen | Luiz Inácio Lula da Silva            | Nuri al-Maliki       |                  |
| 1. März 2012         | Anuar Nahes                              | vorher in der Botschaft in Doha, beschäftigt. | Dilma Rousseff                       | Nuri al-Maliki       |                  |
| 14. Juli 2015        | Miguel Júnior França Chaves de Magalhães | (* 11. April 1955 in Fortaleza) | Dilma Rousseff                       | Nuri al-Maliki       |                  |